# شوكولاتة كيندر

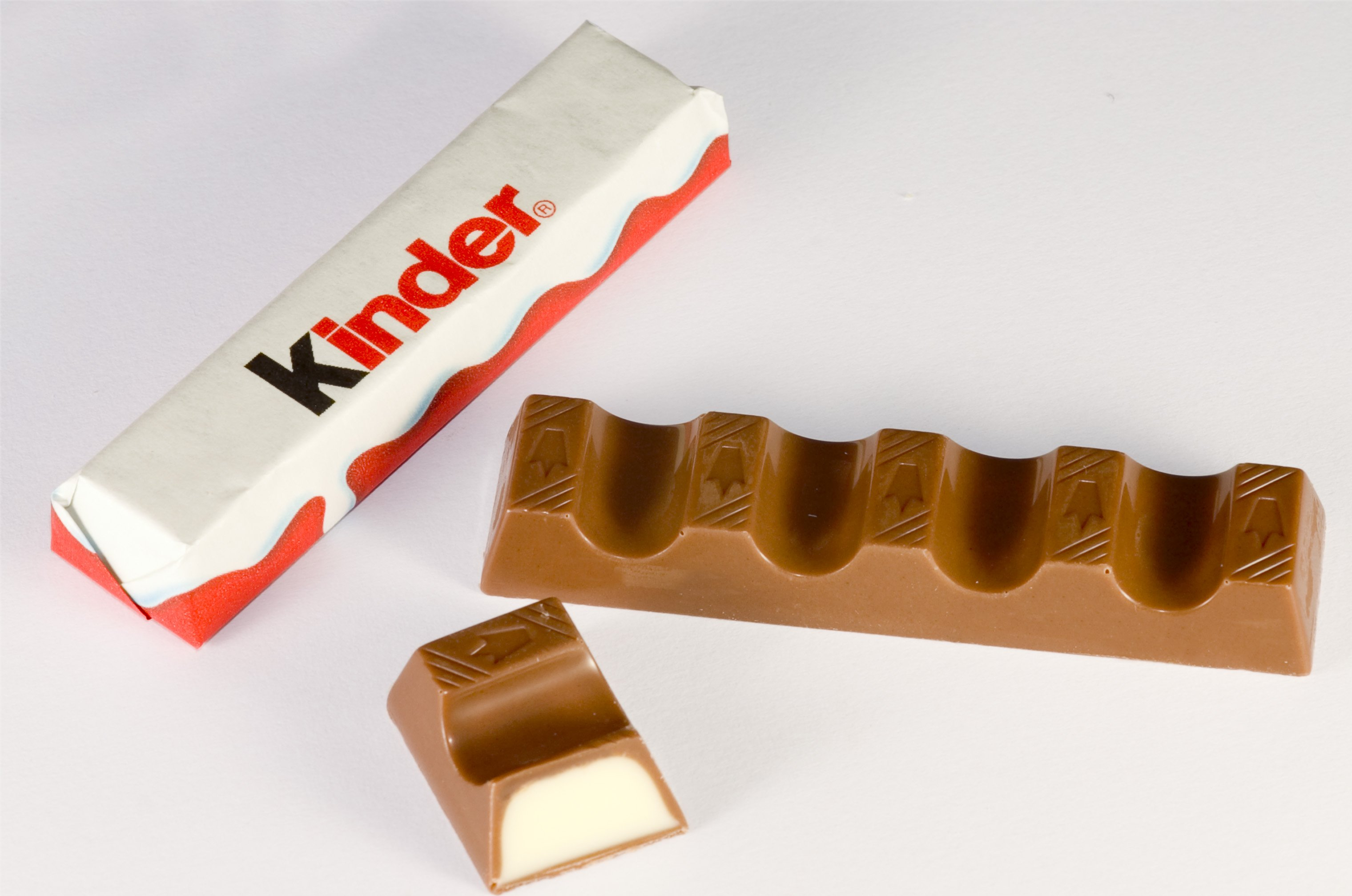
ألواح شوكولاتة كيندر.

شوكولاتة كيندر، هي شوكولاتة من صنع شركة فيريرو الإيطالية، و«كندر» تعني أطفال باللغة الألمانية.

## التاريخ
صنعت شوكولاتة كيندر في مدينة ألبا بإيطاليا على يد ميشيل فيريرو، وطرحت لأول مرة في الأسواق الألمانية والإيطالية عام 1968، ثم انتشرت في العديد من أسواق أوروبا. تُباع شوكولاتة كيندر حاليًا ضمن 22 منتجًا تنتجه شركة فيريرو في أكثر من 125 دولة حول العالم.

## المكونات
تحتوي شوكولاتة الحليب كامل الدسم (بنسبة 40٪) من كيندر على المكونات التالية:
- سكر
- حليب مجفف كامل الدسم
- حليب مجفف منزوع الدسم (بنسبة 18٪)
- زبدة الكاكاو
- مسحوق الكاكاو
- مستحلب ليسيثين الصويا
- فانيلين
- زيت النخيل

## القيمة الغذائية
تحتوي كل 100 غرام من شوكولاتة كيندر على:
8.7 غرام من البروتين، و53.5 غرام من الكربوهيدرات منها 53.3 غرامًا من السكر، و34.8 غرامًا من الدهون منها 22.6 غرام أحماض دهنية مشبعة، و566 كيلو كالوري أو ما يعادل 2360.6 كج من الطاقة.

## المنتجات

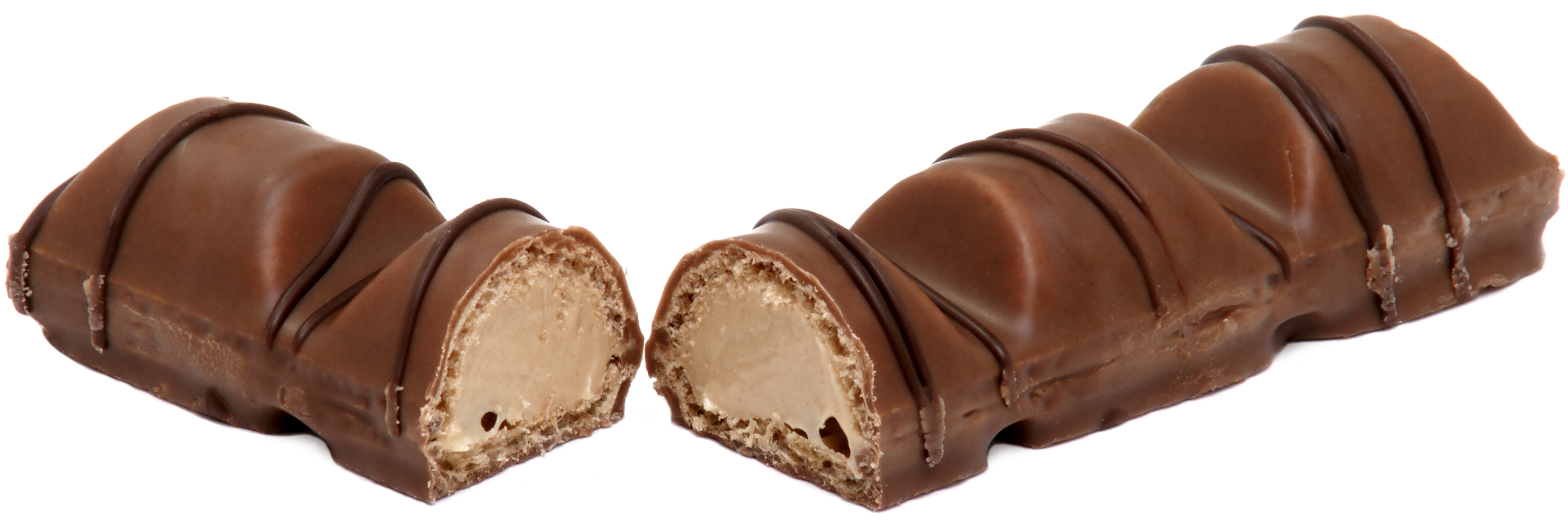
كيندر بوينو

- كيندر بوينوكيندر بوينو: وهي عبارة عن لوح مزدوج من بسكويت الويفر المغطى بالشوكولاتة والمحشو بكريمة البندق، صدر هذا المنتج لأول مرة في المملكة المتحدة في عام 1999. وتم تسويقها باعتبارها أول شوكولاتة كيندر للبالغين. صدر منها نسخة بالشوكولاتة البيضاء في عام 2008، ثم تبعها أنواع أخرى بالشوكولاتة الداكنة، وبجوز الهند في عام 2017.
- كيندر سيربرايز: وهي عبارة عن قشرة بيضة مجوفة سطحها الخارجي مصنوع من الشوكولاتة بالحليب، وتحتوي بداخلها على كبسولة بها لعبة. وقد لاقت قبولًا كبيرًا لدى الأطفال.
- كيندر جوي: وتتشابه في الشكل مع كيندر سيربرايز حيث تتكون من عبوة بلاستيكية على شكل بيضة مقسمة من الداخل إلى نصفين. يحتوي نصفها الأول على طبقتين من الشوكولاتة الناعمة الكريمية، واحدة بنكهة الشوكولاتة بالحليب، والأخرى بنكهة الشوكولاتة البيضاء، ويرفق معها ملعقة صغيرة لأكل محتواها الداخلي.
- كيندر كونتري: وهي عبارة عن شوكولاتة الحليب المحشوة بحبوب صغيرة من بسكويت الويفر.

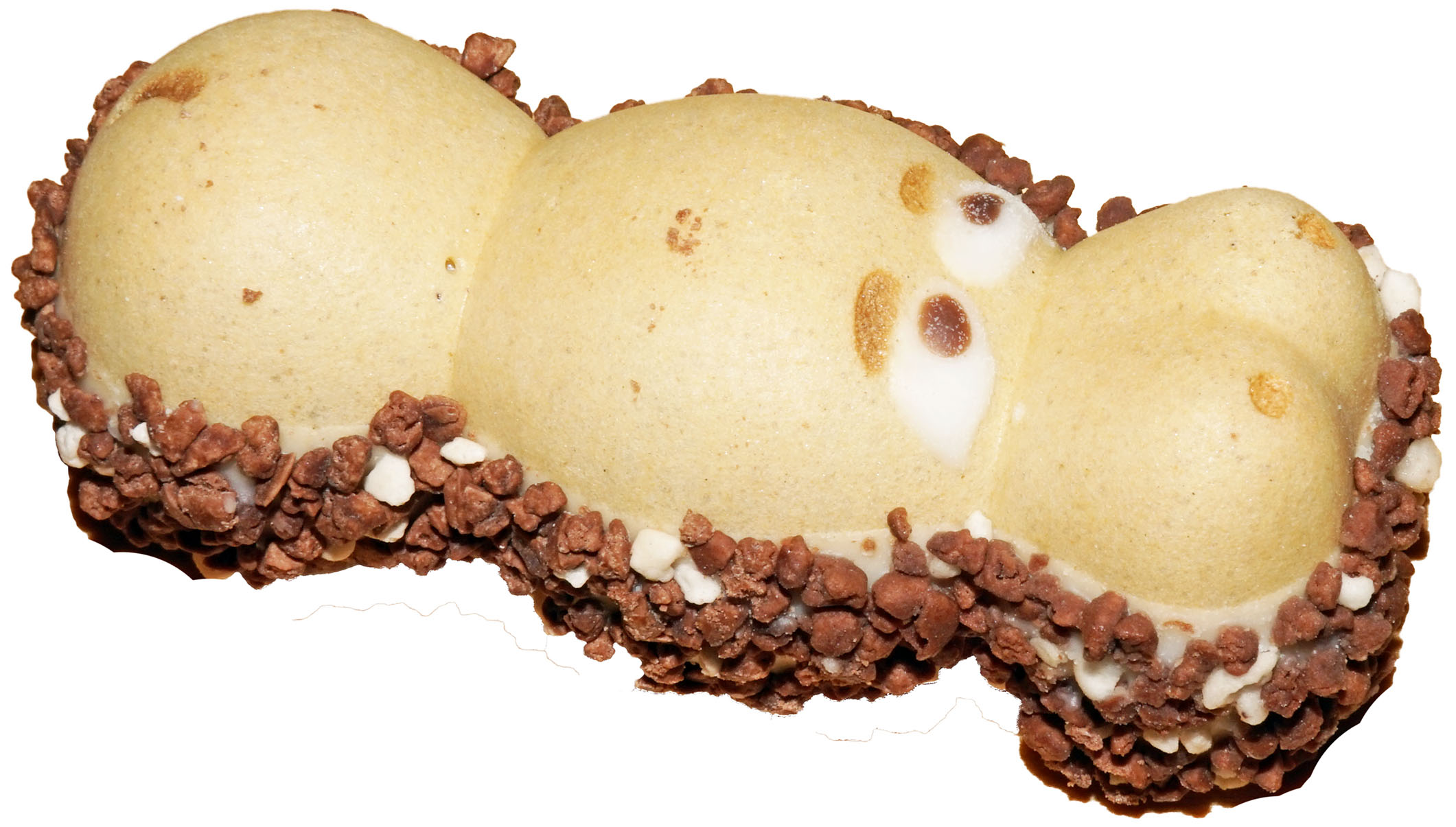
كيندر هابي هيبوز

- كيندر هابي هيبوزهابي هيبوز: وهي عبارة عن بسكويت على شكل فرس النهر مغطى برقائق من الويفر، ومحشو بمزيج من الكريمة البيضاء والبندق، ومتوفر أيضًا بحشو من الشوكولاتة.
- ميلكي بايتس: وهو عبارة عن حبات صغيرة بيضاوية الشكل من الشوكولاتة بالحليب، ومحشوة بالبندق والشوكولاتة البيضاء.
- كيندر ديلايس: وهي عبارة عن كعكة شوكولاتة محشوة بطبقة من الحليب بالداخل، ومغطاة بطبقة من الشوكولاتة بالحليب من الخارج.

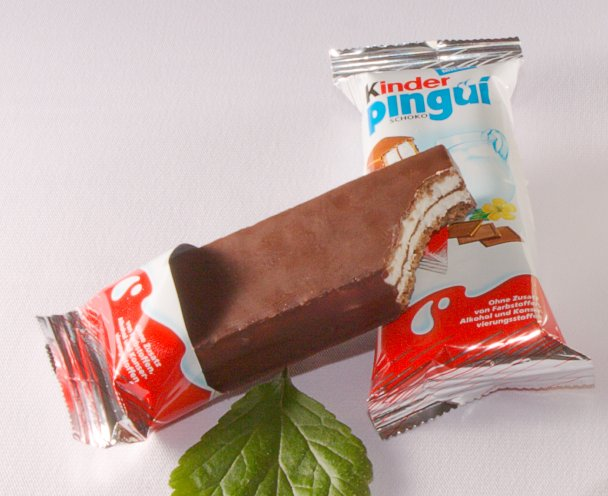
كيندر بينجي

- كيندر بينجيكيندر بينجي: وتشبه كيندر ديلايس إلى حد كبير باستثناء أنها مغطاة بالشوكولاتة بالكامل، وتحتوي طبقتها الداخلية على حليب أكثر.
- كيندر ريجيل: عبارة عن لوح قطعة من الشوكولاتة بالحليب تحتوي بداخلها على حشوة حليب كريمية إضافية.
- كيندر ماكسي كينج: وهي كعكة محشوة بطبقة من الحليب فوق طبقة داخلية من الكراميل، ومغطاة بطبقة خارجية من الشوكولاتة بالبندق.
- كيندر باراديسو: وهي كعكة إسفنجية بنكهة الليمون، ومحشوة بالحليب الكريمي المغطى بمسحوق السكر.
- كيندر ميلك سلايس: وهي عبارة عن كعكة شوكولاتة إسفنجية محشوة بطبقة كريمية من الحليب في الداخل.
- كيندر يوجورت سلايس: وهي عبارة عن كعكة إسفنجية بنكهة الليمون، ومحشوة بطبقة كريمية من الزبادي بداخلها.
- شوكو فريش: وهي عبارة عن لوح من الشوكولاتة النقية والمحشوة بطبقة من الكريمة مخفوقة، وطبقة كريمية من البندق.
- كيندر كاردس: وهو عبارة عن بسكويت مغطى بالشوكولاتة ومحشو بالحليب، أو الكاكاو.
- كيندر بريوس: وهو عبارة عن كعكة إسفنجية محشوة بالحليب، ومغطاة بطبقة من الشوكولاتة بالحليب.
- كيندر بريكفاست بلس: وهي عبارة عن كعكة إسفنجية محشوة بخمس حبات من الويفر بالشعير، ومغطاة بالكاكاو.
- كيندر بان أند تشوك: وهي عبارة عن كعكة إسفنجية تحتوي بداخلها على كعكة شوكولاتة إسفنجية محشوة بالكاكاو.
- كيندر سيرالي: وهي عبارة عن لوح من حبوب البسك محشو بالفراولة والكريمة. وقد بدأ إنتاجها لأول مرة في عام 2015.

## وصلات خارجية
- منتجات فيريرو - كيندر.
- موقع كيندر الرسمي